# Ceracia mucronifera
Ceracia mucronifera là một loài ruồi trong họ Tachinidae.